# スラビ
スラビ（ジャワ語: serabi、スンダ語: surabi、バリ語: srabi）はバリ州とジャワ島の伝統的な軽食。パンケーキに似ており、米粉の生地にココナッツミルクもしくはココナッツクリームを入れ乳化剤としてココナッツシュレッドを加えて焼く。インドネシア各地で様々なレシピで食べられている。伝統的なスラビはおおむね甘い食べ物であり、スンダ族の食文化ではキンチャ（茶色いココナッツシュガーシロップ）をかけて食べる。発酵食品のオンチョムを載せて塩味にする食べ方もある。

## 歴史

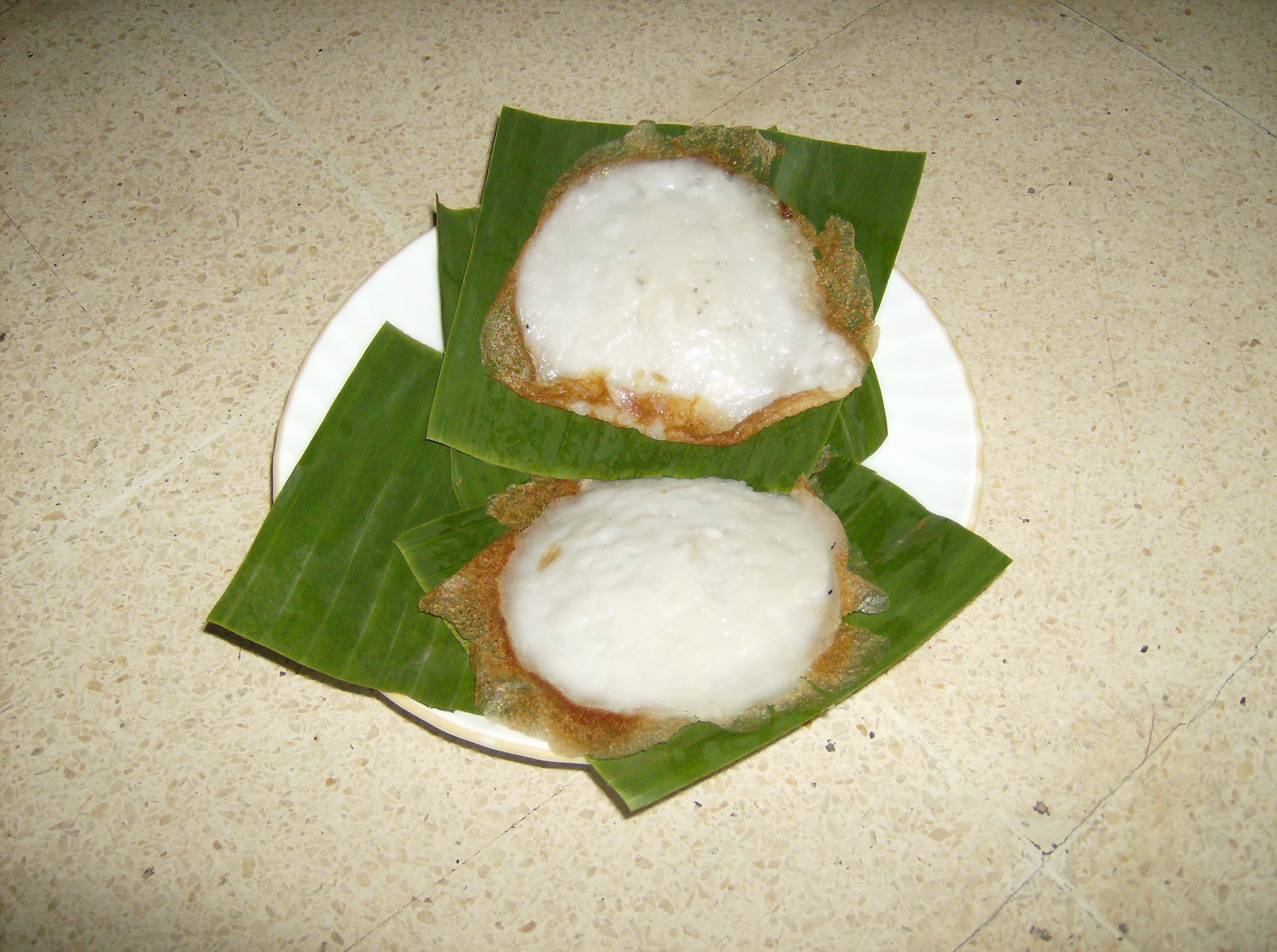
ピンチュク（バナナの葉）に乗せ、ココナッツシュガーで甘味を付けたココナッツミルクをかけたスラビ。

スラビの歴史ははっきりしていないが、ジャワ島の民間信仰の儀式において、土地の神々に感謝を捧げるための供物として広く用いられてきた。東ジャワ州ボンドウォソ県のパンダルンガン村（ジャワ人と混じったマドゥラ族）では現在でも行われているこの習慣を Serabhien と呼んでおり、ジャワ南部ジョグジャカルタのジャワ人集団は Serabi Kocor、中部ジャワ州ペマラン県のジャワ人集団は Serabi Likuran と呼んでいる。

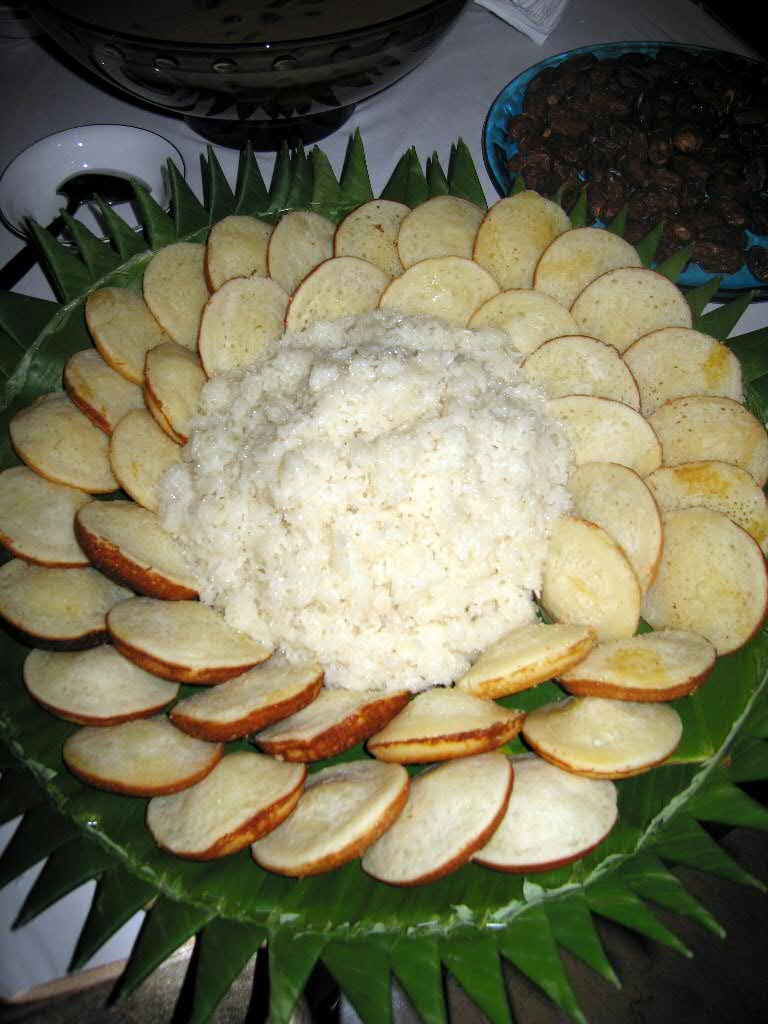
民間信仰の儀式で土地の神々への供物とされるスラビ。

スラビはジャワ島発祥で、ジャワ人が移民によって伝えたことでバリ島など近隣の島々でも食べられている。特にマジャパヒト時代（14–16世紀）にはバリ西海岸の住民がバリ・ヒンドゥーの儀式で「神への供物」としてスラビを取り入れた。オランダ人がジャワ島やインドネシア一帯の島々を植民地化した17世紀には、スラビやダダル・グルン（ココナッツ・パンケーキを巻いたもの）が、オランダ風のパンケーキであるパンネクックの形と似ていたことから俗にヤヴァーンス・パンネクック（オランダ語で「ジャワのパンケーキ」）と呼ばれるようになった。南米のジャワ系スリナム人は現在でもスラビやダダル・グルンのようなジャワ伝統のパンケーキ風食品をヤヴァーンス・パンネクックと呼んでいる。

## バリエーション

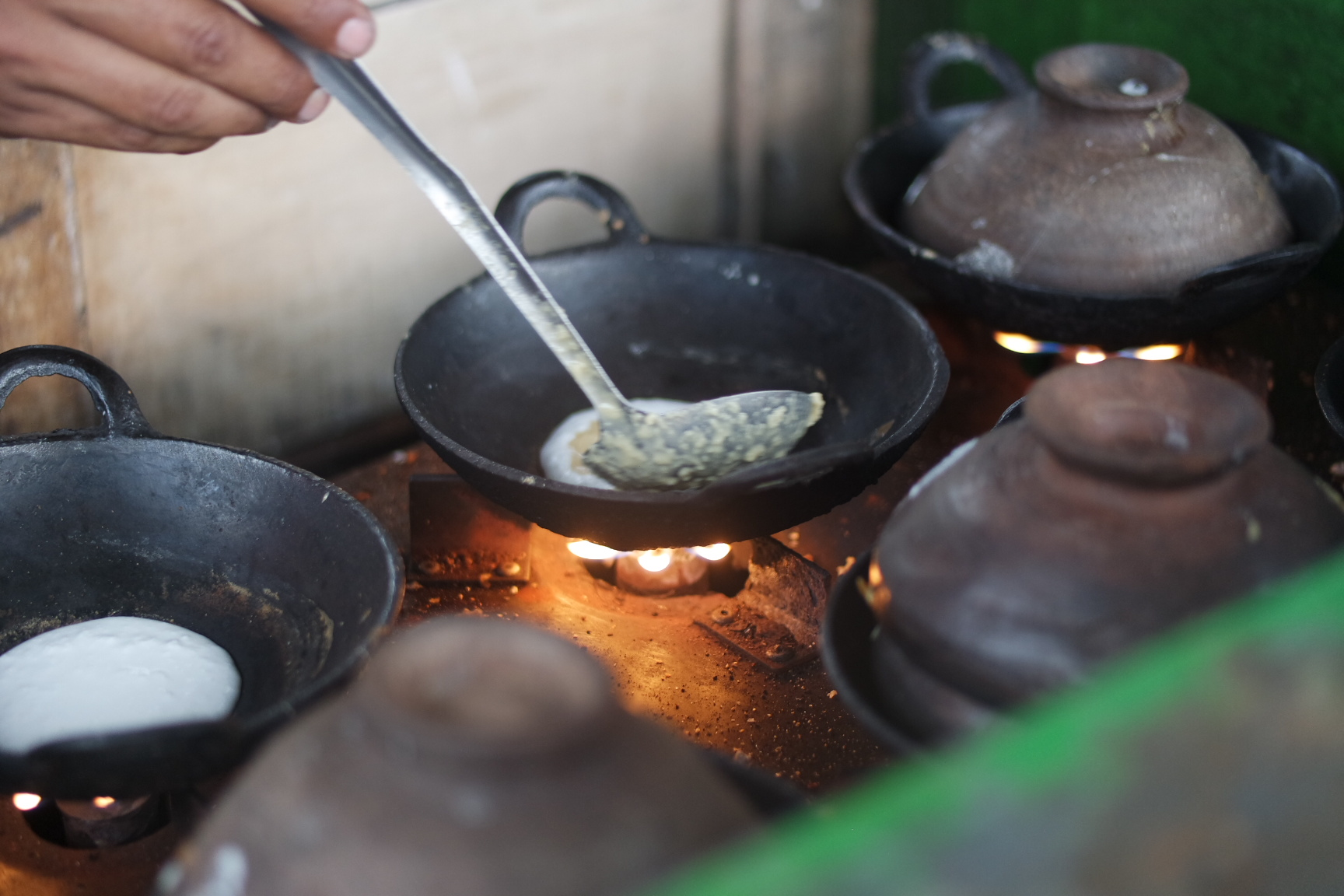
調理中のスラビ。

もっとも基本の伝統的なスラビは米粉、ココナッツミルク、ココナッツシュガーからなる生地のみを炭火にかけた小型の土鍋で焼いて作る。パンダンリーフの汁を生地に加えて香りを出すとともに緑に色付けすることがある。生地に追加の具材を加える場合もある。
スラビのトッピングは幅広く、粉砂糖、ココナッツシュレッド、砕いたピーナッツのようにシンプルなものから、バナナやジャックフルーツの薄切り、チョコレート・スプリンクル、黒もち米、オンコムなども用いられる。近年のレシピではおろしたチェダーチーズ、コンビーフ、ほぐした鶏肉、スライスした生イチゴ、ソーセージ、ストロベリー・アイスクリームなども使われる。スラビにかけるソース（シロップ）も種類が多い。伝統的には甘いキンチャ（茶色いココナッツシュガーのシロップ）が用いられ、ココナッツミルクを加えることもある。現代のレシピではチョコレート、イチゴ、ドリアンシロップが用いられることもあれば、西洋風の甘くないタイプとしてマヨネーズやクリームチーズを用いたものもある。

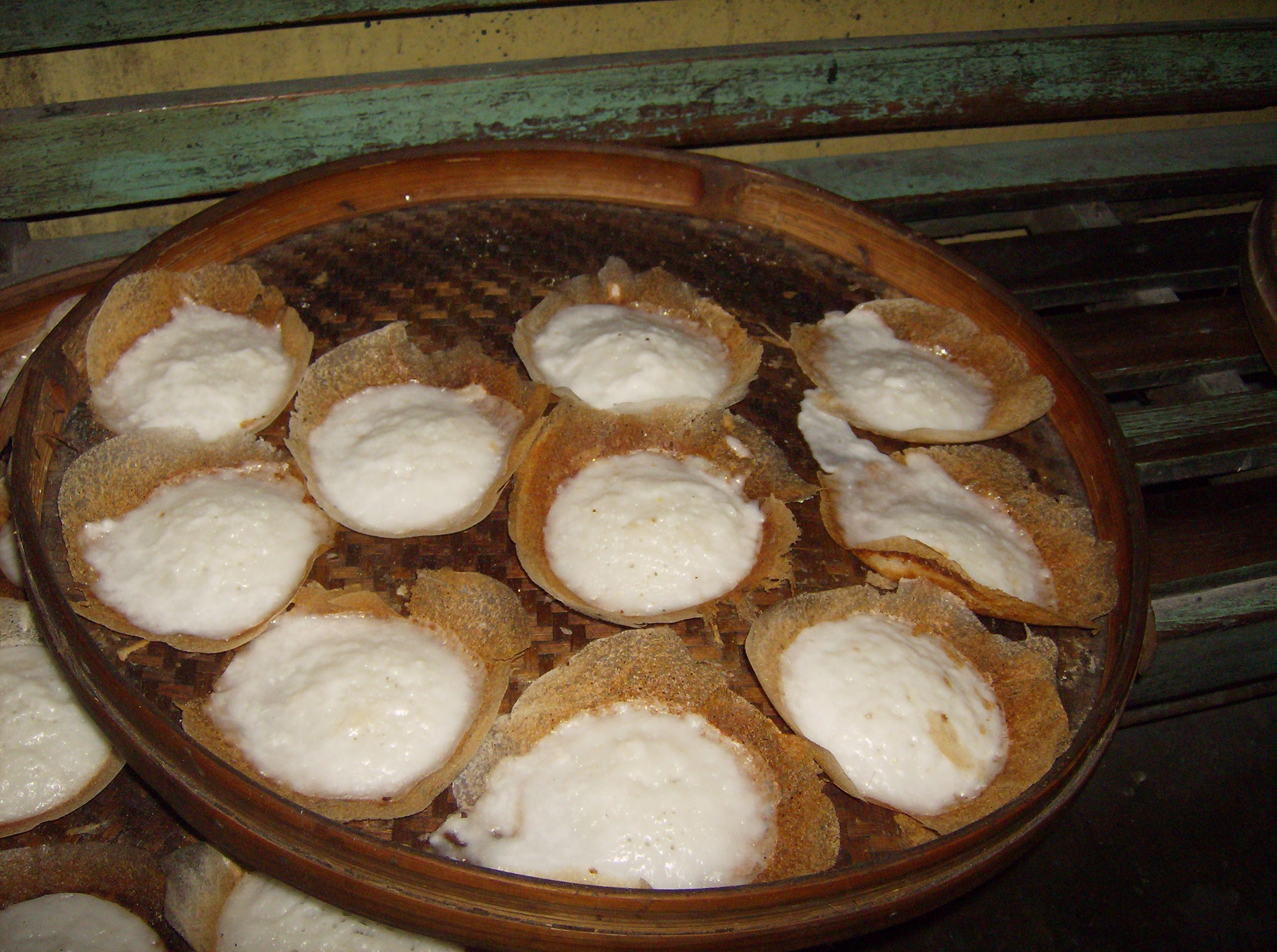
ジャワ中部スラカルタのスラビ・ノトスマン。

バンドンとスラカルタにはそれぞれ名物のスラビがある。バンドンのスラビは水気が少なく堅めでパンケーキに似た食感であり、トッピングの種類が豊富で、近年にはフュージョン料理が作られている。スラカルタのスラビはより伝統的な作り方に近い。火を通しすぎないため、端は薄くカリッとしているが本体はトロッとしておりココナッツミルクの風味が強い。スラカルタにはスラビ・ノトスマンと呼ばれる有名なバリエーションがある。
アンバラワでは甘いココナッツミルクのスープにスラビを浸したものをスラビ・ンガンピンと呼んでいる。
スマランのブブル・スラビと呼ばれるスイーツはブブル・スムスム（ジャワ風プディング）に小さめのスラビを乗せ、ココナッツミルクとブラウンシュガーシロップをかけたものである。バナナの葉をボウル状にしたものに入れて提供される。